# Thomas Heerma van Voss
Thomas Bram Heerma van Voss (Amsterdam, 13 juni 1990) is een Nederlands schrijver.

## Jeugd en studie
Heerma van Voss is een zoon van oud-omroepbaas Arend Jan Heerma van Voss en sociologe Christien Brinkgreve. Hij doorliep het Vossius Gymnasium in Amsterdam, studeerde een jaar Engels in Londen en studeerde tussen 2009 en 2012 Nederlands aan de Universiteit van Amsterdam. 

## Werk
In 2009 verscheen Heerma van Voss' debuut De Allestafel. In 2013 verscheen de roman Stern, die lovend ontvangen werd. Hierna riepen onder meer NRC Handelsblad en De Volkskrant hem uit tot een van de grootste literaire talenten.
In 2014 behoorde Heerma van Voss tot De Tien, een door Das Magazin gemaakte selectie van de beste schrijvers geboren in of na 1980. In september 2014 volgde zijn derde boek, de verhalenbundel De derde persoon. De bundel werd genomineerd voor de BNG Literatuurprijs. In 2015 bracht hij samen met zijn broer Daan Heerma van Voss de thriller Ultimatum uit. In 2017 verscheen zijn essaybundel Plaatsvervangers, die voor de Jan Hanlo-essayprijs en Bookspot-literatuurprijs werd genomineerd.     
Met Condities verscheen in 2020 zijn derde roman, die de longlist van de Libris Literatuur Prijs en de Boekenbon Literatuurprijs haalde. Ook publiceerde Thomas Heerma van Voss in 2020 zijn tweede 'literaire juweeltje' (Bowlen in Philadelphia) en schreef hij Verdwenen boeken, waarmee uitgeverij Babel & Voss definitief werd afgesloten. Dit essay beleefde samen met Onzichtbare boeken een herdruk bij uitgeverij Das Mag. 
Thomas Heerma van Voss' tweede verhalenbundel, Passagiers/achterblijvers, verscheen in 2022 bij Das Mag. In de bundel verlaten personages hun vertrouwde omgeving en proberen ze grip te krijgen op de buitenwereld. De bundel werd genomineerd voor de BNG Bank Literatuurprijs 2022. Drie jaar later volgde een nominatie voor de Vlaamse literatuurprijs De Boon voor zijn roman Het archief.  
Heerma van Voss heeft interviews, verhalen en artikelen gepubliceerd in onder meer De Volkskrant, NRC Handelsblad, Vrij Nederland, De Correspondent, De Groene Amsterdammer en de VARAGids. Zo beschreef hij in Trouw zijn reis in de Amerikaanse staat Pennsylvania waar hij zich als vrijwilliger inzette voor de Harris campagne. Hij schuift regelmatig aan bij de podcast van Hard Gras.
Stern, Ultimatum en het essay Onzichtbare boeken werden in het Duits vertaald.